# Lucila Masin
María Lucila Masin (Villa Ocampo, 31 de mayo de 1984) es una profesora y política argentina del Partido Justicialista, que se desempeña como diputada nacional por la provincia del Chaco desde 2015.

## Biografía
Nació en 1984 en Villa Ocampo (departamento General Obligado, provincia de Santa Fe) y obtuvo un título de profesora en Ciencias de la Educación en la Universidad Nacional del Nordeste en 2008.
Comenzó su militancia política en una organización política kirchnerista en la provincia del Chaco llamada La Pingüina.
En las elecciones legislativas de 2015, fue la segunda candidata a diputada nacional por Chaco, en la lista del Frente para la Victoria, detrás de Analía Rach Quiroga. La lista recibió el 53,75% de los votos, y tanto Rach Quiroga como Masin fueron elegidas fácilmente.
Para las elecciones primarias de 2019, Masin fue la primera candidata en la lista del Frente de Todos; se enfrentó en las P.A.S.O. contra la lista apoyada por el gobernador Domingo Peppo. La lista encabezada por Masin, que a su vez fue apoyada por el exgobernador Jorge Capitanich, ganó las elecciones primarias. El Frente de Todos obtuvo el 56,70% de los votos en la categoría de diputados y Masin fue elegida junto al segundo candidato de la lista, Aldo Leiva.
Como diputada, apoyó abiertamente la legalización del aborto en Argentina y votó a favor de los dos proyectos de ley de interrupción voluntaria del embarazo aprobados por la Cámara en 2018 y 2020.
Es secretaria de la comisión de Discapacidad y vocal en las comisiones de Ciencia, Tecnología e Innovación Productiva; de Economías y Desarrollo Regional; de Educación; de Mujeres y Diversidad; y de Presupuesto y Hacienda.
En junio de 2021, fue elegida vicepresidenta segunda del comité local del Partido Justicialista en Resistencia (Chaco).